# Friedrich Ludwig Schmidt (Schauspieler, 1833)
Friedrich Wilhelm Ludwig Schmidt (30. Oktober 1833 in Hamburg – 29. Juli 1890 in Eisenach) war ein deutscher Theaterschauspieler, Opernsänger (Bariton) und -regisseur.

## Leben

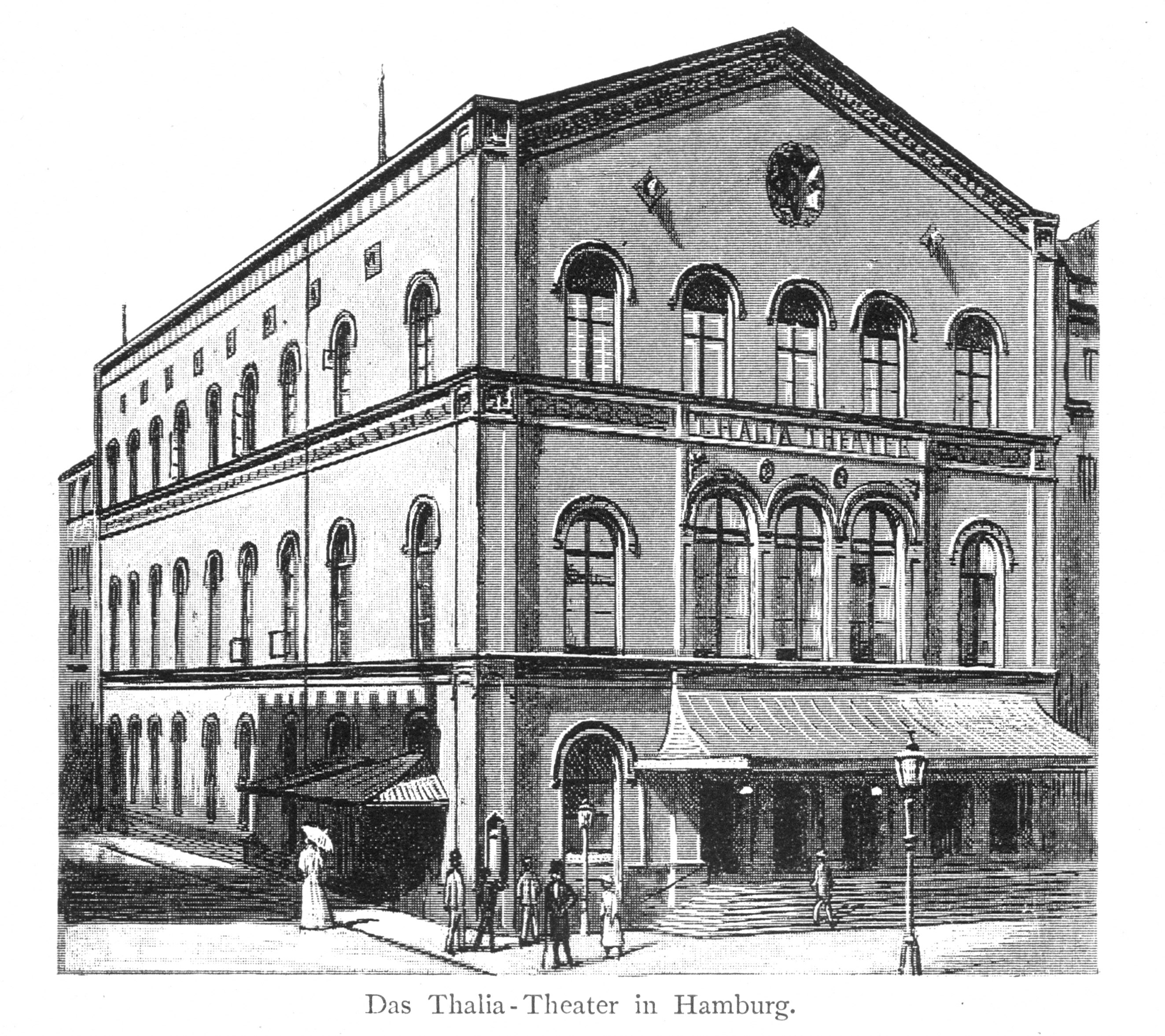
Thalia Theater Hamburg

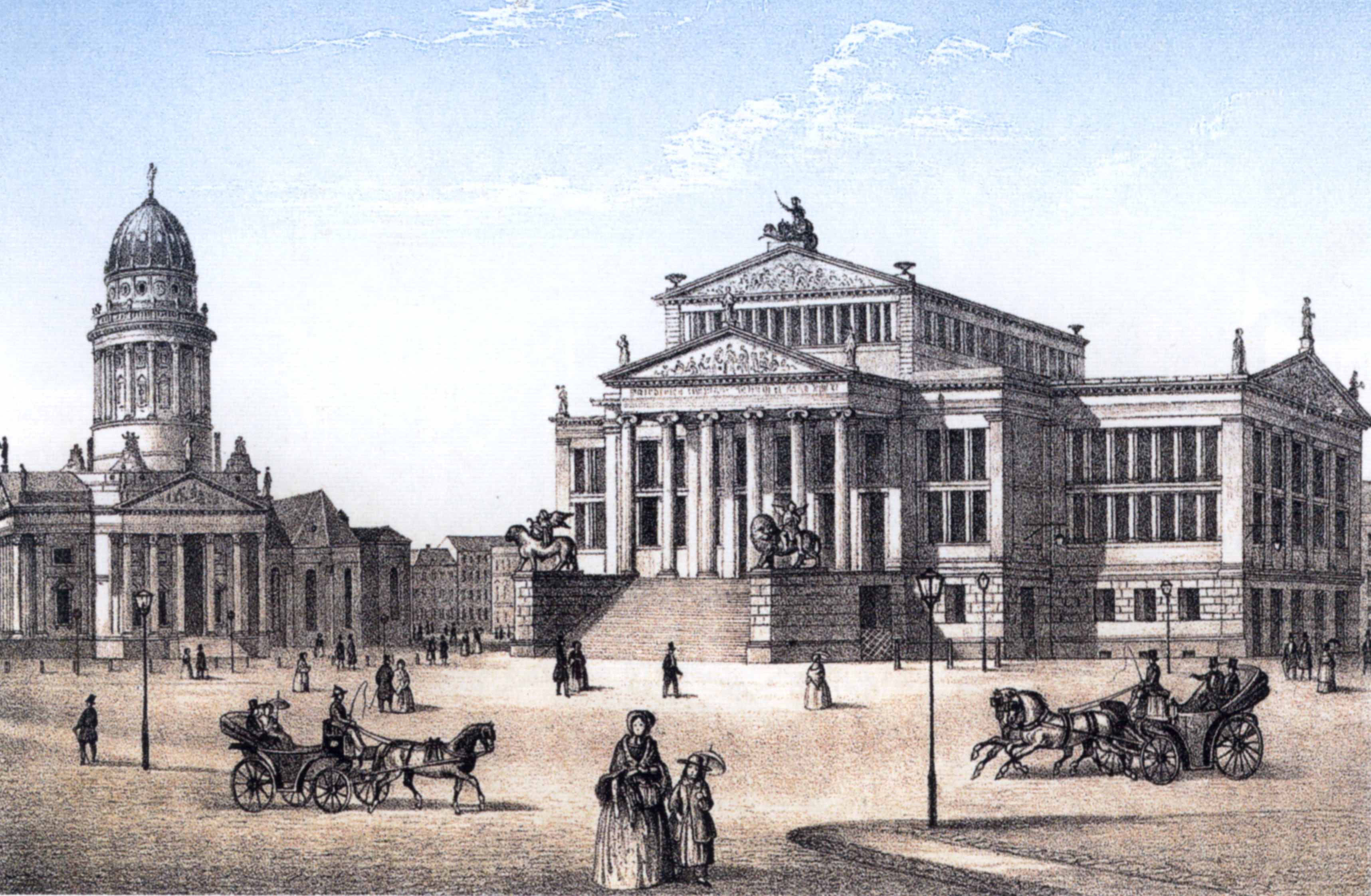
Königliches Schauspielhaus Berlin

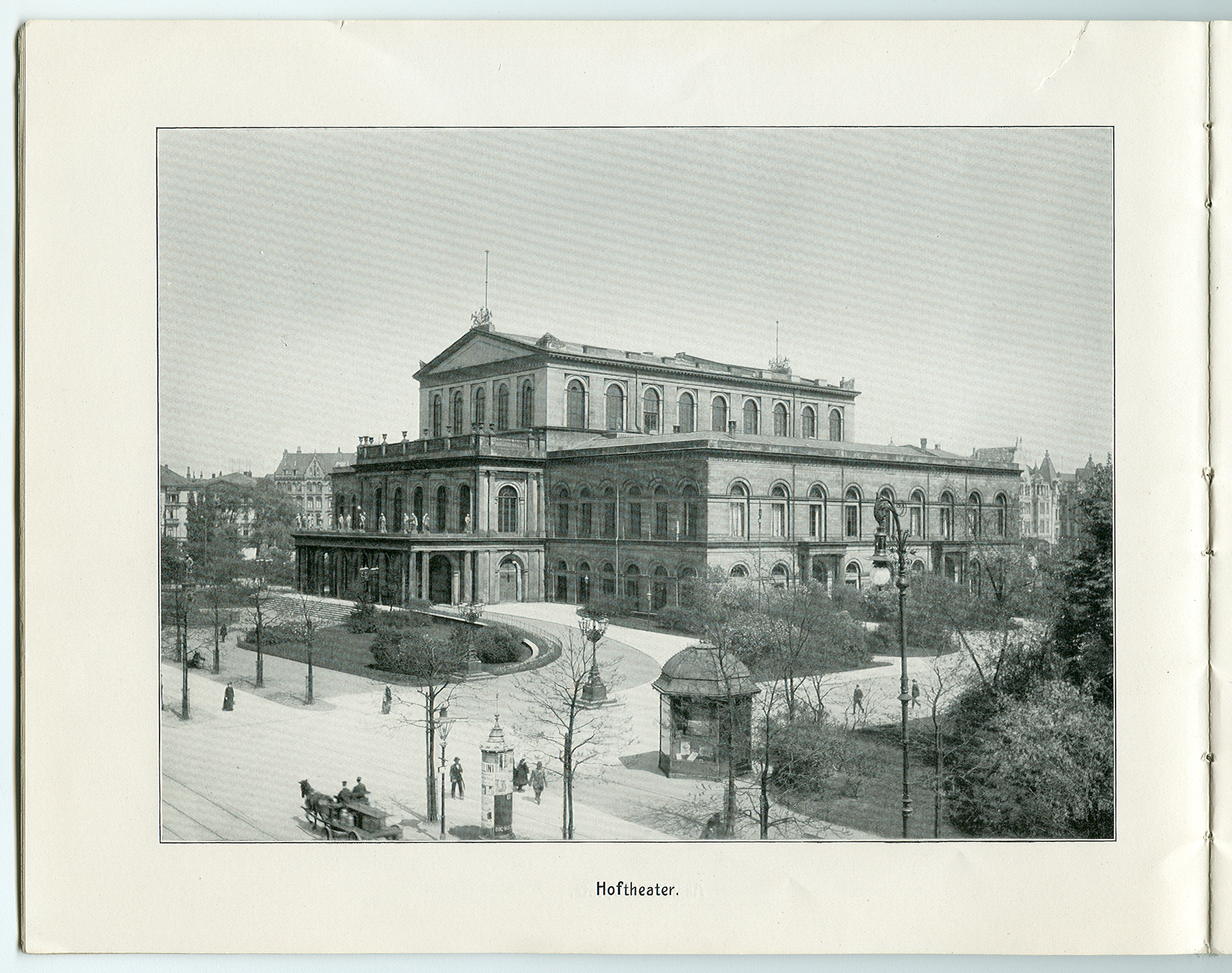
Königliches Hoftheater Hannover

Schmidt, Sohn der Schauspielerin Elisabeth (Betty) Schmidt (Tochter der Sophie Schröder) und des Arztes Philipp Schmidt (Sohn des Friedrich Ludwig Schmidt), konnte bereits als Sechsjähriger seinen Großvater bei dessen 25-jährigem Direktions-Jubiläum in einem von Karl Gutzkow gedichteten Festspiel durch mimisch-deklamatorische Leistung erfreuen. Er widmete sich der Bühne jedoch erst vollends, nachdem er zuvor einige Jahre (1850–1853) in Nordamerika teils als Landwirt, teils als Kaufmann tätig gewesen war. Nach Europa zurückgekehrt, ging er für ein halbes Jahr Studien halber nach Paris für eine Gesangsausbildung am Conservatoire National de Musique et de Déclamation.
Ab 1853 war Schmidt in Hamburg zunächst drei Jahre am Stadttheater, anschließend achtzehn Jahre am Thalia Theater engagiert, wirkte anschließend von 1874 bis 1881 am Hoftheater in Berlin und wurde schließlich Ensemblemitglied des Hoftheaters in Hannover, wo er bis zu seinem Tode als Sänger und Schauspieler sowie als Regisseur der Oper tätig war. Früher ein feuriger Liebhaber-, war er später ein wirkungsvoller Väterspieler. Zu seinen erfolgreichsten Opernpartien jedoch gehörten der Papageno in Mozarts Zauberflöte, der Masetto in Don Giovanni von Mozart, der Jäger in Das Nachtlager in Granada von Kreutzer und der Graf Nevers in Die Hugenotten von Meyerbeer.

## Bühnenrollen (Auswahl)
Oper:
- Papageno in Die Zauberflöte von Mozart
- Masetto in Don Giovanni von Mozart
- Ein Jäger in Das Nachtlager in Granada von Kreutzer
- Graf Nevers in Die Hugenotten von Meyerbeer

Schauspiel:
- Mortimer in Maria Stuart von Schiller
- Arnold vom Melchtal, Wilhelm Tell von Schiller
- Narciß Rameau in Narciß von Brachvogel
- Graf Thorane in Der Königsleutnant von Karl Gutzkow
- Graf Leicester in Maria Stuart von Schiller
- Musikus Miller in Kabale und Liebe von Schiller
- Lord Bolingbroke in Das Glas Wasser von Scribe
- Armand Duval in Die Kameliendame von Dumas